# Milan-San Remo 1934
La 27e édition de la course cycliste, Milan-San Remo a eu lieu le 26 mars 1934 et a été remportée en solitaire par le Belge Joseph Demuysere. Il met ainsi fin à une période de 19 victoires consécutives italiennes.

## Classement final
|    | Cycliste           | Équipe         | Temps           |
| -- | ------------------ | -------------- | --------------- |
| 1  | Joseph Demuysere   | Genial Lucifer | 7 h 49 min 30 s |
| 2  | Giovanni Cazzulani | Gloria         | + 1 min 40 s    |
| 3  | Francesco Camusso  | Gloria         | + 3 min 00 s    |
| 4  | Aldo Canazza       | Gloria         | + 3 min 30 s    |
| 5  | Giuseppe Graglia   | -              | + 3 min 30 s    |
| 6  | Giuseppe Cassin    | -              | + 3 min 30 s    |
| 7  | Bernardo Rogora    | Gloria         | + 3 min 30 s    |
| 8  | Michele Mara       | Bianchi        | + 3 min 30 s    |
| 9  | Carlo Romanatti    | Ganna          | + 3 min 30 s    |
| 10 | Félicien Vervaecke | Labor et Gamma | + 3 min 30 s    |